# أوقست كريستيان غايست
أوقست كريستيان غايست (بالألمانية: August Geist)‏ هو رسام ألماني، ولد في 15 أكتوبر 1835 في فورتسبورغ في ألمانيا، وتوفي في 15 ديسمبر 1868 في ميونخ في ألمانيا.